# NGC 927
NGC 927 est une galaxie spirale barrée située dans la constellation du Bélier. NGC 927 a été découverte par l'astronome autrichien Johann Palisa en 1876.

## Caractéristiques
Sa vitesse par rapport au fond diffus cosmologique est de 8 010 ± 17 km/s, ce qui correspond à une distance de Hubble de 118,2 ± 8,3 Mpc (∼386 millions d'al).
À ce jour, une mesure non basée sur le décalage vers le rouge (redshift) donne une distance d'environ 43,000 Mpc (∼140 millions d'al). Cette valeur est très loin à l'extérieur des valeurs de la distance de Hubble.
La classe de luminosité de NGC 927 est III et elle présente une large raie HI. NGC 927 est aussi une galaxie à sursauts de formation d'étoiles. NGC 927 est une galaxie dont le noyau brille dans le domaine de l'ultraviolet. Elle est inscrite dans le catalogue de Markarian sous la cote Mrk 593 (MK 593).